# Saaremaa
Saaremaa (deutsch/schwedisch Ösel, dänisch Øsel, lateinisch Osilia) ist mit etwa 2672 km² die größte Insel Estlands sowie der Moonsund-Inseln. Sie ist die viertgrößte Ostseeinsel nach Seeland, Gotland und Fünen und begrenzt den Rigaischen Meerbusen (estnisch Liivi laht) nach Norden.

## Geographie

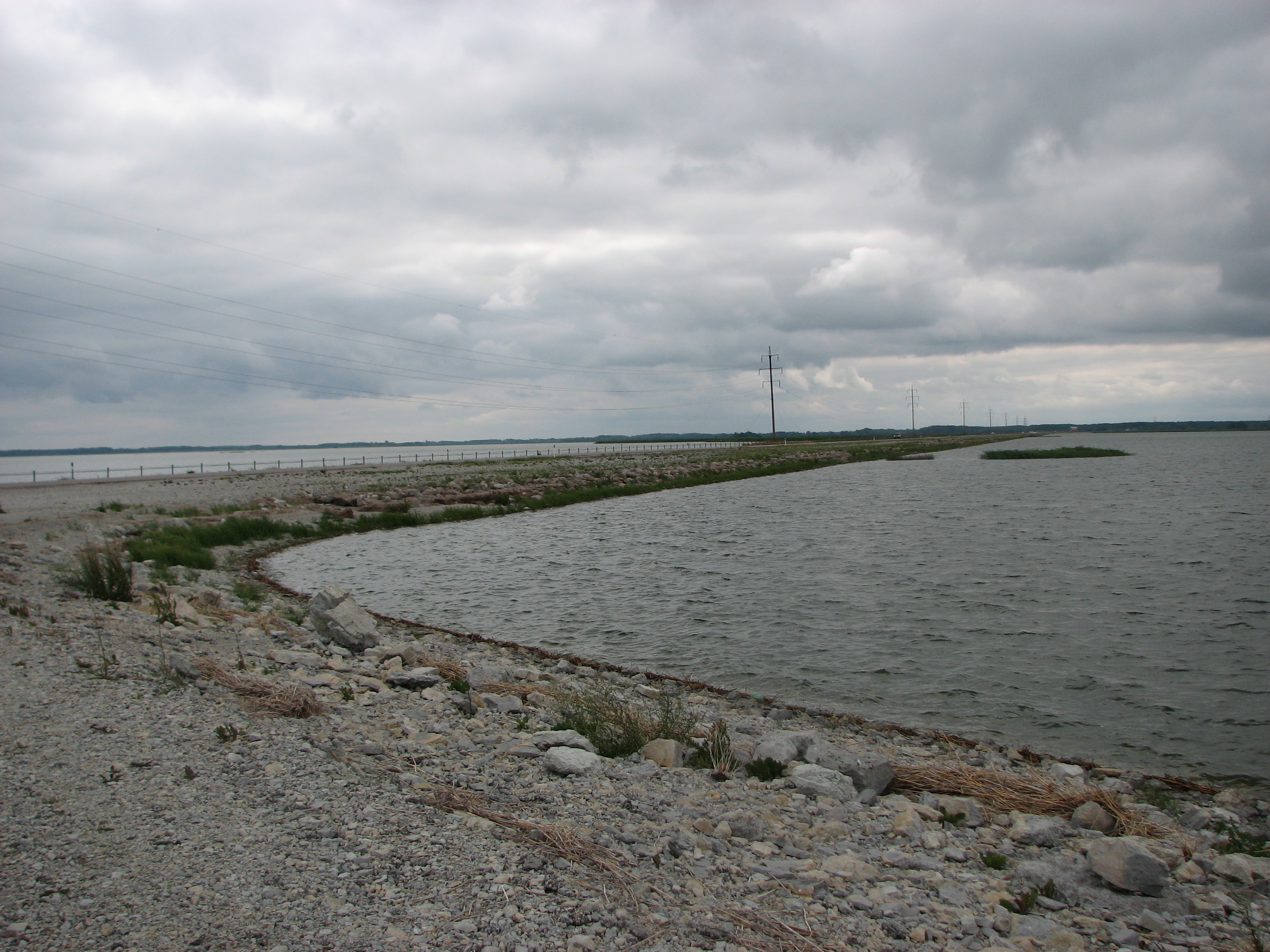
Damm zwischen Muhu und Saaremaa

Saaremaa ist die Hauptinsel des Kreises Saare (Saare Maakond), dem die umliegenden Inseln Muhu (Mohn), Abruka (Abro), Vilsandi (Filsand), Ruhnu (Runö) sowie einige kleinere Inseln angehören.
Die Nord-Süd-Ausdehnung der Insel beträgt etwa 88 Kilometer, die Entfernung zwischen westlichstem und östlichstem Punkt 90 Kilometer. Saaremaa ist mit dem benachbarten Muhu durch den befahrbaren Väikese väina tamm verbunden. Von Kuivastu (Kuiwast) an der Ostküste von Muhu bestehen Fährverbindungen zum Festlandhafen Virtsu (Werder). Hauptort der Insel und des Landkreises ist Kuressaare (Arensburg) mit etwa 16.000 Einwohnern an der gleichnamigen Bucht im Süden Saaremaas. Zweitgrößter Ort ist Orissaare (Orrisaar) im Nordosten.
Auf Saaremaa leben etwa 36.000 Einwohner (13,5 je km²), das sind etwa drei Prozent der estnischen Bevölkerung. Die isolierte Lage westlich des Festlandes ließ die Insel relativ unberührt von der Russifizierungspolitik der sowjetischen Besatzungszeit, 98 % sind Esten, etwa 1,2 % sind russischer Abstammung, jeweils 0,2 % sind Ukrainer und Finnen.
Das Straßennetz der Insel ist sehr gut ausgebaut. Insgesamt beträgt die Straßenlänge etwa 3100 km, wobei nur ein Teil der Strecke asphaltiert ist. In den dünn besiedelten Gebieten im Südwesten und Nordosten sowie im Inselinneren gibt es überwiegend Straßen mit Kiesdecke. Über die Hauptstraße 10 bestehen von Kuressaare aus mehrmals täglich Busverbindungen in die Hauptstadt Tallinn sowie nach Pärnu und Tartu, die durch den Transport der Reise- und Linienbusse auf der Fähre zwischen Kuivastu und Virtsu aufrechterhalten werden. Schiffsverbindungen zu umliegenden Inseln und zum Festland bestehen über die Häfen in Roomassaare (nach Abruka und Ruhnu) und Triigi (nach Sõru auf Hiiumaa). Bei Roomassaare befindet sich der einzige Flughafen der Insel. Die Fährverbindung von Mõntu nach Ventspils in Lettland wurde 2009 eingestellt.
Die 1300 Kilometer lange Küste Saaremaas ist weitgehend durch große Halbinseln und vorgelagerte kleinere Inseln (etwa 600) geprägt, die Halbinsel Sõrve (deutsch Sworbe) erstreckt sich gar bis zu 30 Kilometer in den Rigaischen Meerbusen und endet im südlichsten Punkt des Archipels im Dorf Sääre, markiert durch einen 52 Meter hohen Leuchtturm aus dem Jahre 1960 (ursprünglich von 1646).

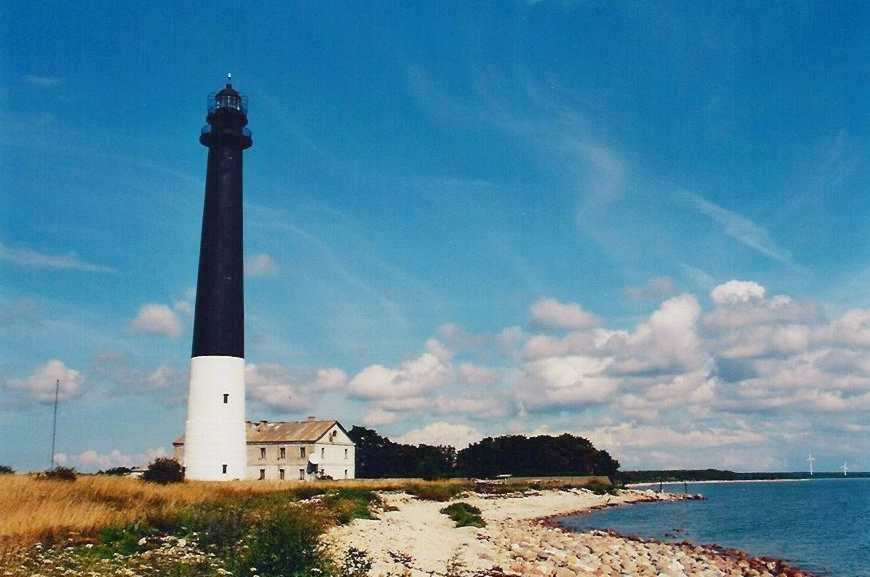
Leuchtturm bei Sääre, Sõrve

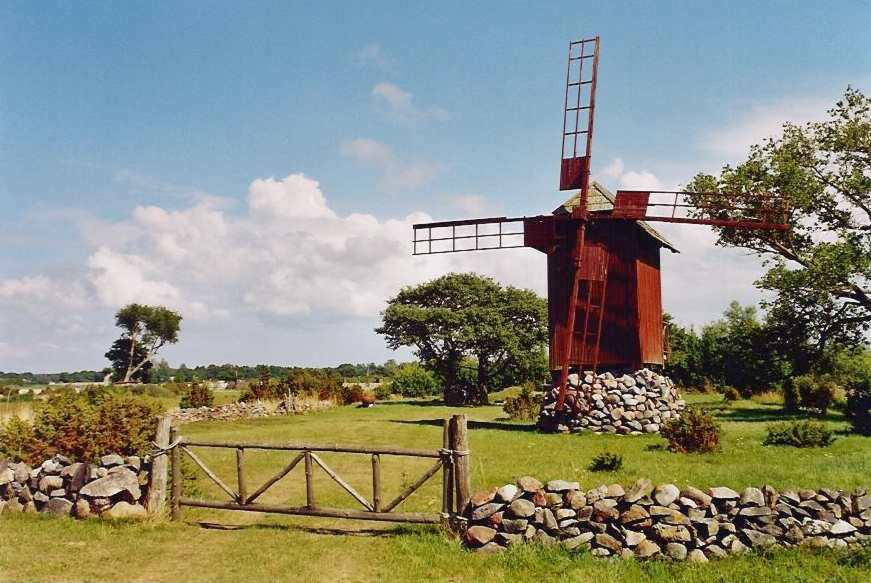
Bockwindmühle in Ohessaare, Sõrve

Trotz der überwiegend steinigen und flach ins Meer übergehenden Küstenstreifen gibt es Steilküsten wie die 22 m senkrecht abfallende Panga Pank an der Küdema-Bucht oder die Steilküste Undva Pank an der im Nordwesten der Insel gelegenen Halbinsel Tagamõisa. Die nordwestlich anschließende Halbinsel Harilaid ist eine ehemalige Insel (estn. laid = kleine Insel), der Leuchtturm am Kap Kiipsaare stammt von 1933 und droht aufgrund seiner durch starke Wellenerosion verursachten Schieflage ins Meer zu fallen.
Saaremaa ist weitgehend durch eine auffallend flache Topografie geprägt, die höchste Erhebung, der Viidu Raunamägi liegt bei Kihelkonna (Kielkond) im Westen der Insel im 1957 gegründeten Naturreservat Viidumäe und erreicht nur etwa 54 m. Wie große Teile des Festlandes ist Saaremaa dicht bewaldet, etwa 40 % der Insel sind von Wäldern bedeckt. Größere Seen sind die Suur Laht (dt. Große Bucht), die Mullutu Laht bei Kuressaare, der Karujärv (dt. Bärensee) bei Kärla (Kergel) und der Ristissoo. Von geologischem Interesse ist der in Steinbrüchen bei Kaarma (Kermel) abgebaute und zu Kunsthandwerk verarbeitete Dolomit.
Die durchschnittliche Höhe der Insel beträgt etwa 15 m über dem Meeresspiegel. Seit der letzten Eiszeit gewinnt Saaremaa durch postglaziale Landhebung rund zwei Millimeter jährlich an Höhe dazu.

## Klima

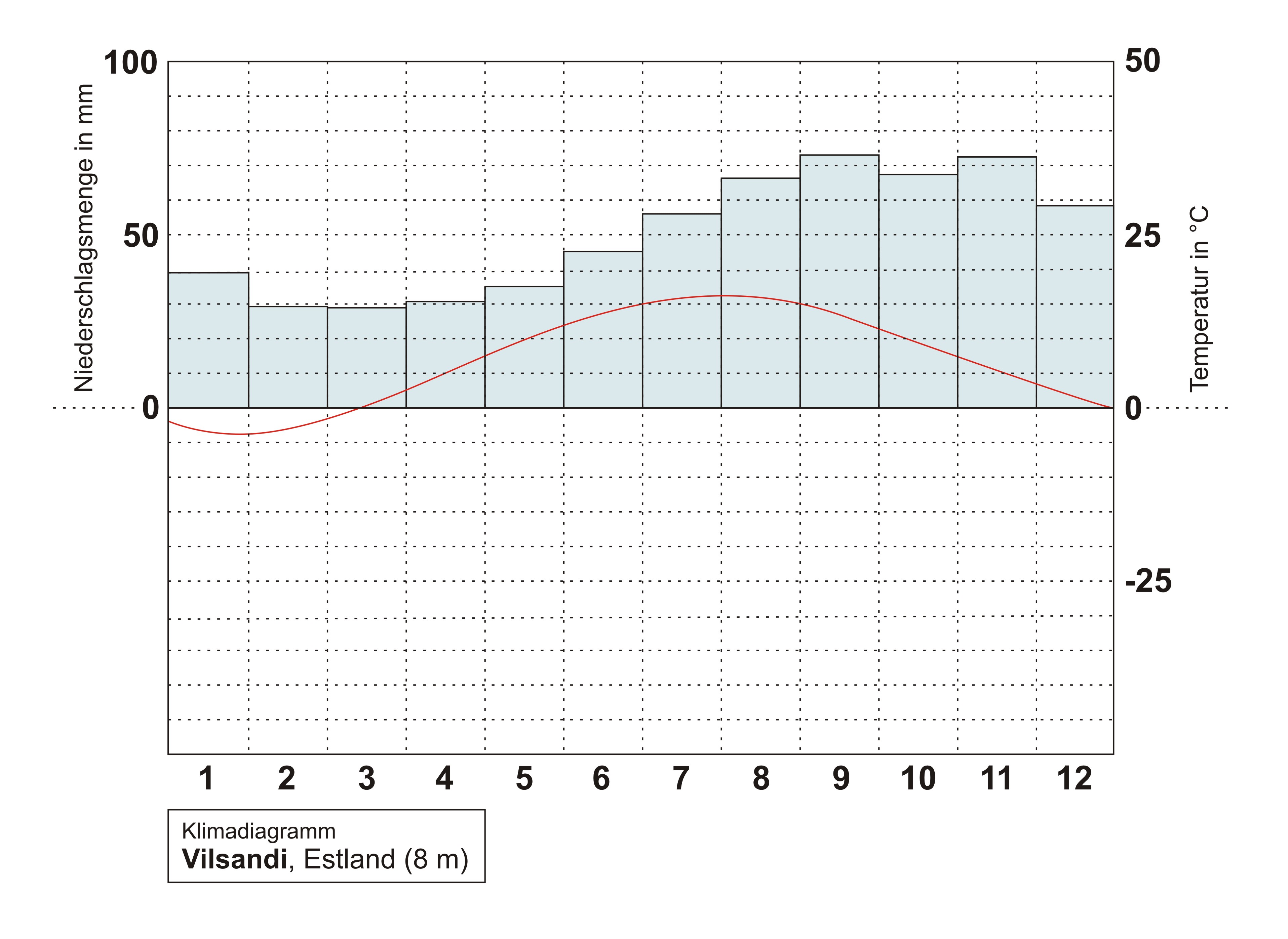
Klimadiagramm Vilsandi

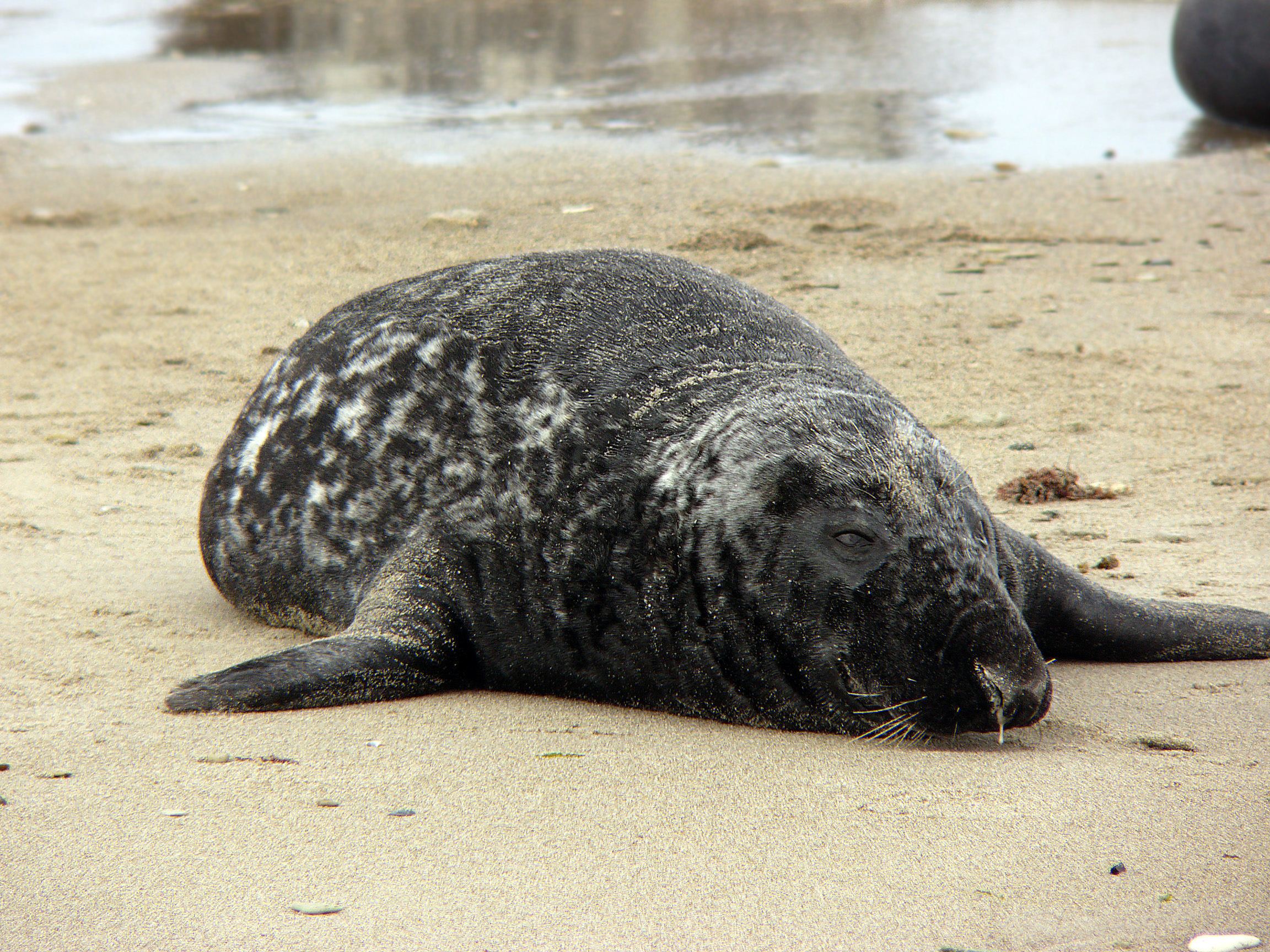
Kegelrobbe (Halichoerus grypus)

Bedingt durch die Lage am Ostrand der Ostsee liegt Saaremaa in einer kühl-gemäßigten Klimazone in milder Seewetterlage. Folglich gibt es auf der Insel lange, warme Sommer und milde Winter; starke Winde führen zu häufigen Wetterwechseln mit Niederschlägen (> 50 mm) überwiegend in den Herbst- und Wintermonaten.
Im Juli und August erreichen die Temperaturen durchschnittlich Werte um 16–20 °C, teils bis 25 °C. Der Februar ist mit einem Durchschnittswert von rund −4 °C der kälteste Monat auf Saaremaa.

## Flora und Fauna
Saaremaa verfügt über eine reichhaltige Flora und Fauna, bedingt durch milde, maritime Klimavoraussetzungen. Rund 80 % der in Estland heimischen Pflanzenarten befinden sich auf den Inseln. Etwa 120 der hier vorkommenden Arten gelten als geschützt. Die sicher bekannteste seltene Pflanzenart der Insel ist der meist in sumpfigen Niederungen blühende Saaremaa-Klappertopf (Rhinanthus osiliensis, estn.: Saaremaa robirohu). Zudem wachsen hier 35 von 36 der in Estland anzutreffenden Orchideenarten.
Saaremaa besitzt eine artenreiche Tierwelt, in den Küstengewässern leben viele der heimischen Robbenarten, wie z. B. die Kegelrobbe. Außerdem liegen die Inseln im Zuggebiet zahlreicher Vogelarten, die Saaremaa im Frühjahr und Herbst als Zwischenstation auf ihrer Reise nutzen, z. B. Ringelgänse und Eiderenten. Dennoch ist die Tierwelt des Festlandes weit artenreicher als die der Inseln im Westen des Landes. Bären, Luchse und Elche beispielsweise sind auf diesen nur selten anzutreffen.

## Die Kaali-Meteoritenkrater

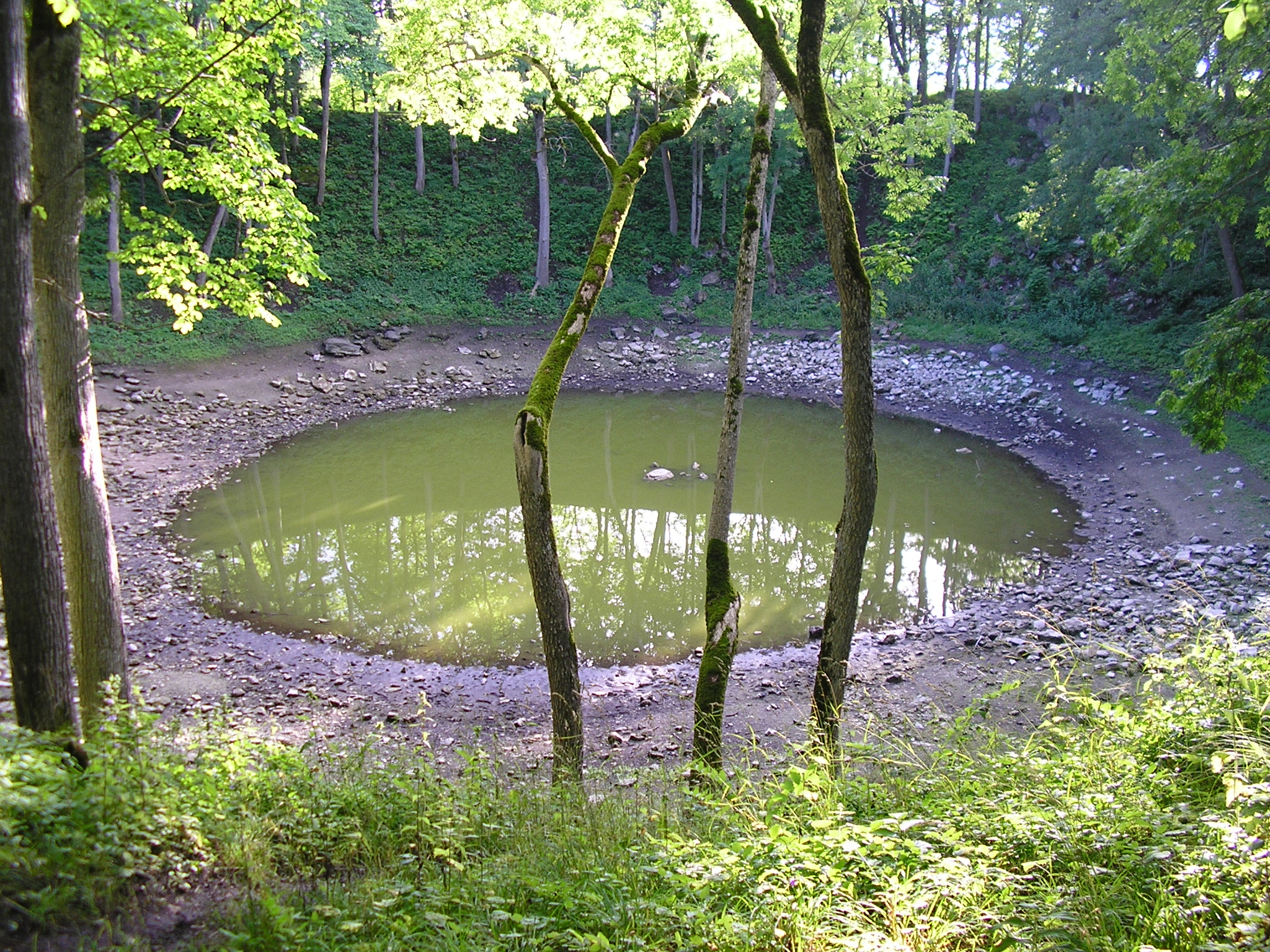
Der fast kreisrunde Kaali-Meteoritenkrater

Der 18 Kilometer von Kuressaare im Wäldchen bei Kaali gelegene Hauptkrater (Kaali Meteoriidikraater) ist ein grünlicher Tümpel von etwa 50 Metern Durchmesser, umgeben von einem 16 Meter hohen Erdwall mit einem Durchmesser von 110 Metern. Im Umfeld des Einschlagkraters lassen sich acht Nebenkrater finden, die mit Durchmessern zwischen 15 und 40 Meter deutlich kleiner ausfallen.

## Geschichte
Archäologische Funde deuten auf eine Besiedlung seit mindestens 3000 v. Chr. In den skandinavischen Sagas wird Saaremaa als Eysysla (dt. Inselbezirk) erwähnt, in älteren deutschen und schwedischen Aufzeichnungen ist auch von Oesel die Rede.
Die Wikingerschiffsgräber von Salme wurden im Jahre 2008 beim Isthmus von Salme entdeckt. Die in Klinkerbauweise gebauten Schiffe (ein Ruderboot, ein vermutliches Segelschiff) bargen die Überreste von sieben bzw. 33 männlichen Personen. Der erste frühgeschichtliche Schiffsfund in der östlichen Ostsee wird auf 700–900 n. Chr. datiert. Schwedische Runensteine verweisen auf Aktivitäten der Wikinger, die bis etwa 1050 n. Chr. andauerten.
Mit Beginn der Expansionspolitik des Schwertbrüderordens (später als Deutscher Orden)  im 13. Jahrhundert geriet Saaremaa unter Fremdherrschaft, wobei es erst 1227 gelang, die Inselbevölkerung („Öseler“ genannt, lateinisch Oseliani oder Osiliani) zu unterwerfen. Jedoch musste der deutsche Orden Teile der Insel bald dem Bistum Ösel-Wiek überlassen, was ständige bewaffnete Auseinandersetzungen beschwor. Der Machtfestigung des Ordens diente vor allem die Errichtung großer Burgen in Kuressaare und Maasi im Nordosten der Insel, von letzterer zeugen allerdings nur noch die Mauerreste. 1343 gelang Aufständischen mit der Zerstörung der Ordensburg in Pöide (Peude) die vorübergehende Vertreibung des Ordens von der Insel. Trotz zahlreicher Erhebungen gegen die Besatzungsmacht gelang es dem Orden, die Oberhoheit über die Insel bis 1559 aufrechtzuerhalten.

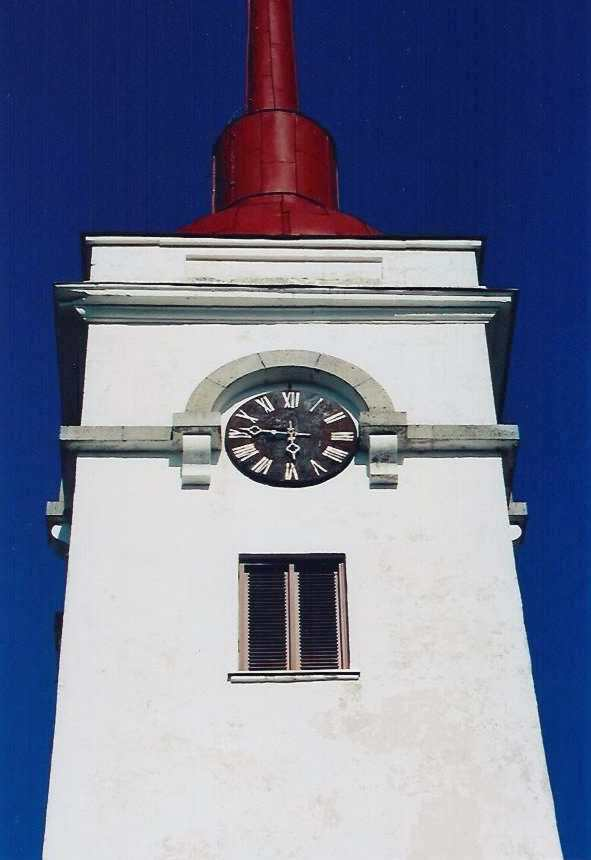
Laurentiuse Kirik, Kuressaare

Im Dreikronenkrieg (1563–1570) zwischen Polen, Schweden und Dänemark fiel Saaremaa unter dänische Herrschaft. Im Frieden von Brömsebro trat Dänemark 1645 die Insel an Schweden ab, das sie im Großen Nordischen Krieg 1710 an Russland verlor. Die die schwedischen Machthaber erheblich schwächende Pestepidemie, die der Krieg mit sich brachte, dezimierte die Bevölkerung der Insel enorm. In der Stadt Kuressaare überlebten, so wird berichtet, nur elf Menschen die Seuche. Die russische Herrschaft auf Saaremaa währte bis zum Ende des Zarenreiches im Jahre 1917. Zwischen 1783 und 1797 machte sich vor allem Balthasar Freiherr von Campenhausen als Vizegouverneur Livlands um die Infrastruktur und das gesellschaftliche Leben in der abgelegenen Provinz verdient. Er sorgte für regelmäßige Postverbindungen, groß angelegte Entwässerungsprojekte, Aufforstungen gegen drohende Versandungen und zeitgemäße Straßen. In seiner Residenz Arensburg förderte er die Kultur und ordnete eine durchgreifende Stadterneuerung an.

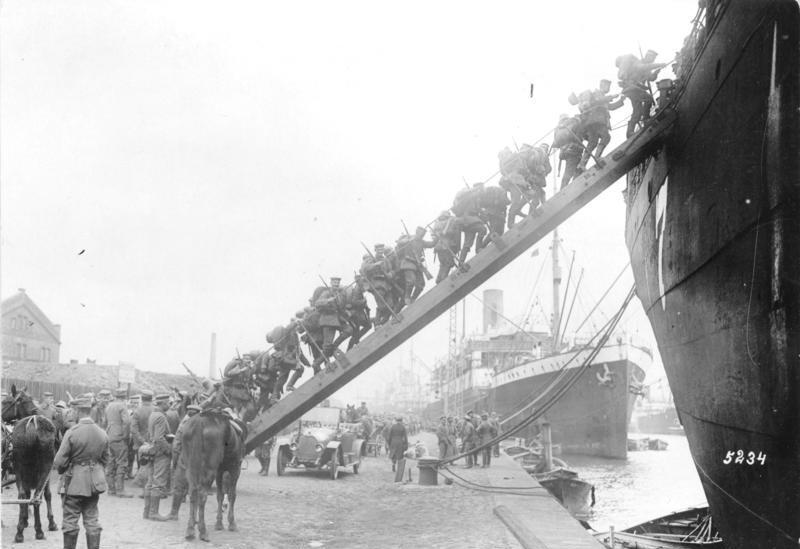
Deutsche Truppen schiffen sich zur Besetzung der Insel ein, Oktober 1917.

Die wirtschaftliche Erschließung und Entwicklung Saaremaas wurde vor allem 1858 mit der Eröffnung von Schiffsverbindungen nach Riga und Sankt Petersburg und 1888 mit der Aufnahme von Fährverbindungen nach Muhu und dem estnischen Festland vorangetrieben. 1894 erfolgte der Bau des Hafens von Roomassaare und zwei Jahre später schließlich mit der Errichtung einer Landbrücke über den Väike Väin (Kleiner Sund) der Anschluss Saaremaas an Muhu. 1912 wurde die selbstständige Energieversorgung mit dem Bau eines Elektrizitätswerkes ermöglicht.
Im Ersten Weltkrieg bildete die Insel einen wichtigen Stützpunkt der russischen Flotte. Ende 1917 wurde sie im Unternehmen Albion von den Deutschen erobert; nach dem Waffenstillstand von 1918 zogen sie wieder ab. Mit Erlangung der Unabhängigkeit des neu entstandenen estnischen Staates am 24. Februar 1918 wurde die Insel Teil Estlands.
Der deutsch-sowjetische Nichtangriffspakt von 1939 zwang die baltischen Staaten zur Stationierung sowjetischen Militärs auf ihrem Gebiet und führte zu einer erneuten Besetzung Estlands. Zahlreiche Bewohner der Insel wurden deportiert. Auf Saaremaa wurden zwei sowjetische Luftwaffenstützpunkte errichtet, von denen aus sowjetische Fliegerkräfte nach dem Überfall Deutschlands zwischen 7. August und 5. September 1941 einige Angriffe auf die Vororte Berlins flogen, so z. B. in der Nacht zum 8. August 1941 unter dem Befehl des Obersten Jewgeni Preobraschenski.

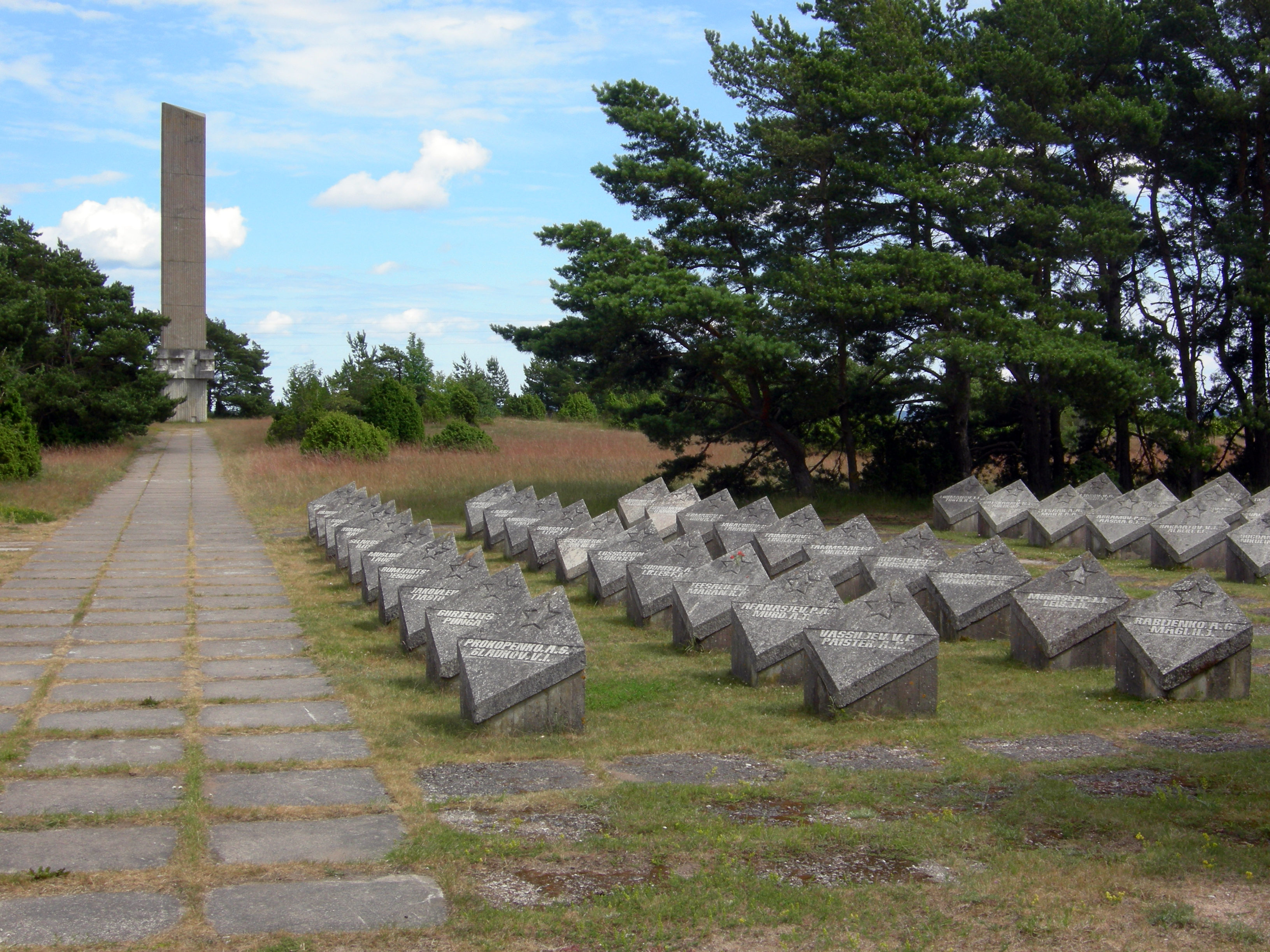
Sowjetisches Mahnmal in Tehumardi

Im Zweiten Weltkrieg 1941–1944 war die Insel von den Deutschen besetzt, zahlreiche Bewohner der Halbinsel Sõrve (Sworbe) wurden 1944 evakuiert. Am 8. Oktober 1944 ereignete sich auf Sõrve eine der erbittertsten Schlachten des Krieges in Estland zwischen den sich von Saaremaa zurückziehenden Deutschen und den von Osten nachrückenden Sowjets (Unternehmen Aster). Heute erinnert bei Tehumardi ein 21 m hohes Mahnmal in Form eines abgebrochenen Schwertes an diese verlustreiche, nächtliche Auseinandersetzung, der Tausende zum Opfer fielen. Bei der Verteidigung bis Ende November 1944 wurde nahezu die gesamte Halbinsel dem Erdboden gleichgemacht, alte Geschützstände und verfallene Befestigungsanlagen befinden sich noch heute an der Südspitze Sõrves. Die Verwüstungen des Krieges und die Deportationen und Evakuierungen reduzierten die Inselbevölkerung um mehr als 30 %.
In der Nachkriegszeit war Saaremaa, bedingt durch die strategisch wichtige Lage an der Westgrenze der UdSSR und durch die massive Präsenz des dort stationierten sowjetischen Militärs (rund 4000 ha Sperrgebiet), nahezu isoliert vom Festland – selbst Esten benötigten eine Genehmigung, um die Insel zu betreten.
Mit der erneuten estnischen Unabhängigkeitserklärung 1991 erlangte Saaremaa das Recht der Selbstbestimmung und -entwicklung.

## Sehenswertes

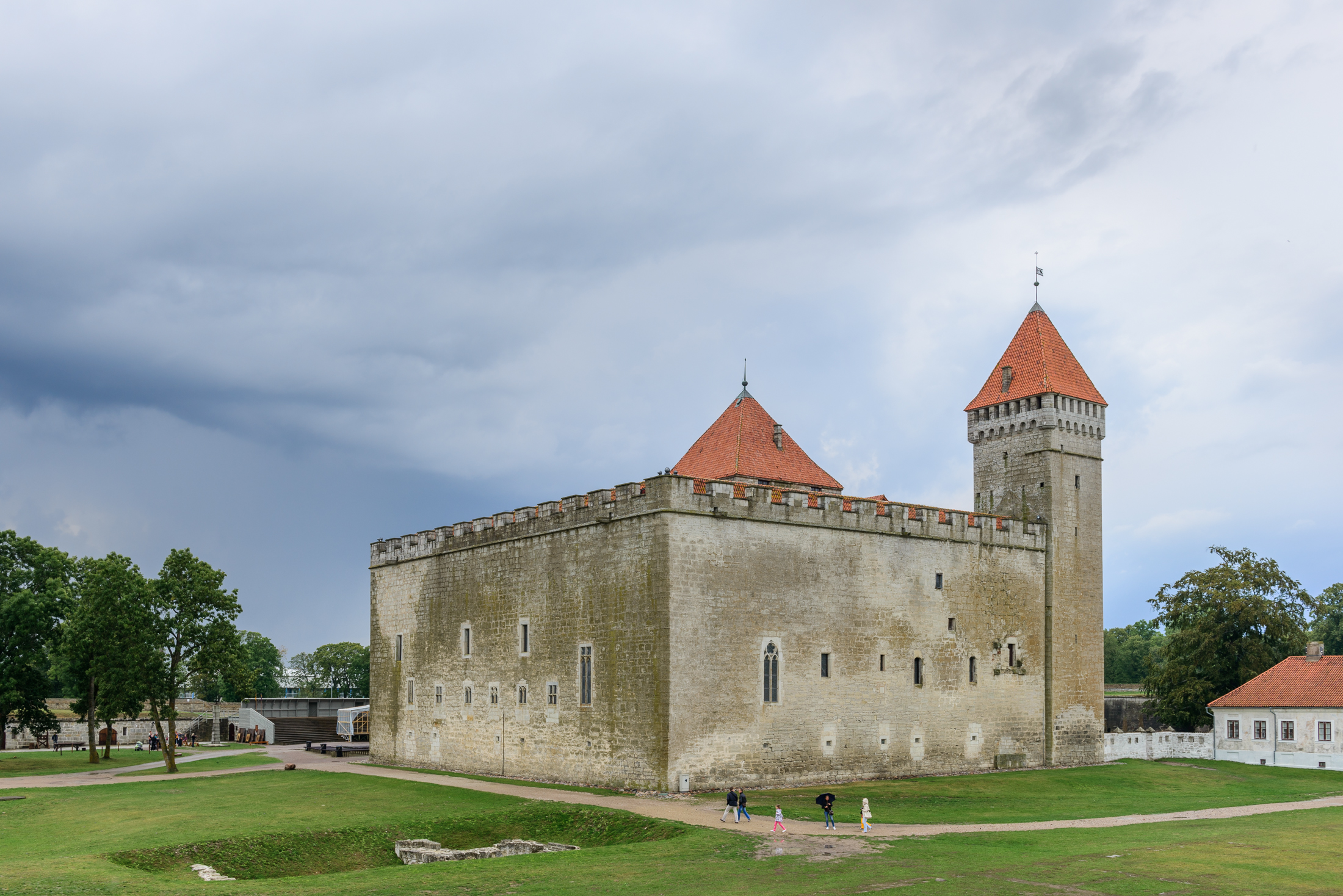
Die Arensburg in Kuressaare

Von architektonischem Interesse ist die Burg Arensburg in Kuressaare von 1380, errichtet vom Deutschen Orden für die Bischöfe von Ösel-Wieck. Ende des 14. Jahrhunderts wurde die quadratisch angelegte Festung mit trutzigen Schutzwällen versehen. Überragt wird die Burg vom 29 m hohen Turm Pikk Hermann (Langer Hermann). Heute befindet sich in dem Komplex das Saaremaa-Museum.
Burg Valjala ist die Ruine einer Niederungsburg etwa 700 m südlich von Valjala (Wolde). Die imposante Reste einer Festung stammen aus der Zeit vor der Christianisierung durch den Orden. Im Grundriss bildet der bis zu acht Meter hohe Steinwall ein 120 × 110 m breites Oval. An diesem Ort endete 1227 ein zwanzig Jahre andauernder Aufstand der Bewohner Saaremaas mit dem Sieg der Besatzungsmacht des Deutschen Ordens. Unweit der Festung steht die Valjala Martini Kirik (St. Martinskirche), sie ist die älteste Kirche auf Saaremaa und stammt aus der ersten Hälfte des 13. Jahrhunderts.
In Karja befindet sich die kleinste Kirche auf Saaremaa (aus dem 14. Jahrhundert); die reich verzierte Kanzel aus der Spätrenaissance stammt von 1638. Das eher schlichte Äußere kontrastiert an diesem Bau mit einer opulenten Ausstattung des Innenraumes.
Eine der ersten Steinkirchen Estlands und die größte auf der Insel ist in Pöide zu finden. Ihre wehrhafte Erscheinung ist auf die Tatsache zurückzuführen, dass die Entstehungszeit der Kirche eng mit der Befestigung Saaremaas verbunden ist. Der östliche Teil der Insel stand unter der Besetzung des Livländischen Ordens, der zur Festigung seines Herrschaftsanspruches im 13. Jahrhundert eine Festung in Pöide errichten ließ.
Charakteristisch für Saaremaa sind vor allem die zahlreich über die Insel verteilten Bockwindmühlen, denn früher besaß nahezu jedes größere Gehöft eine solche Mühle. Heute sind noch wenige erhalten, teils befinden sie sich in baufälligem Zustand. Dennoch lassen sich noch heute einige gut erhaltene Exemplare auf der Insel ausfindig machen, etwa bei Angla im Norden Saaremaas (hier stehen fünf Windmühlen unmittelbar nebeneinander), in Metsküla, Kuusnõmme, Ohessaare sowie auf den Inseln Muhu und Abruka.

## Verkehr

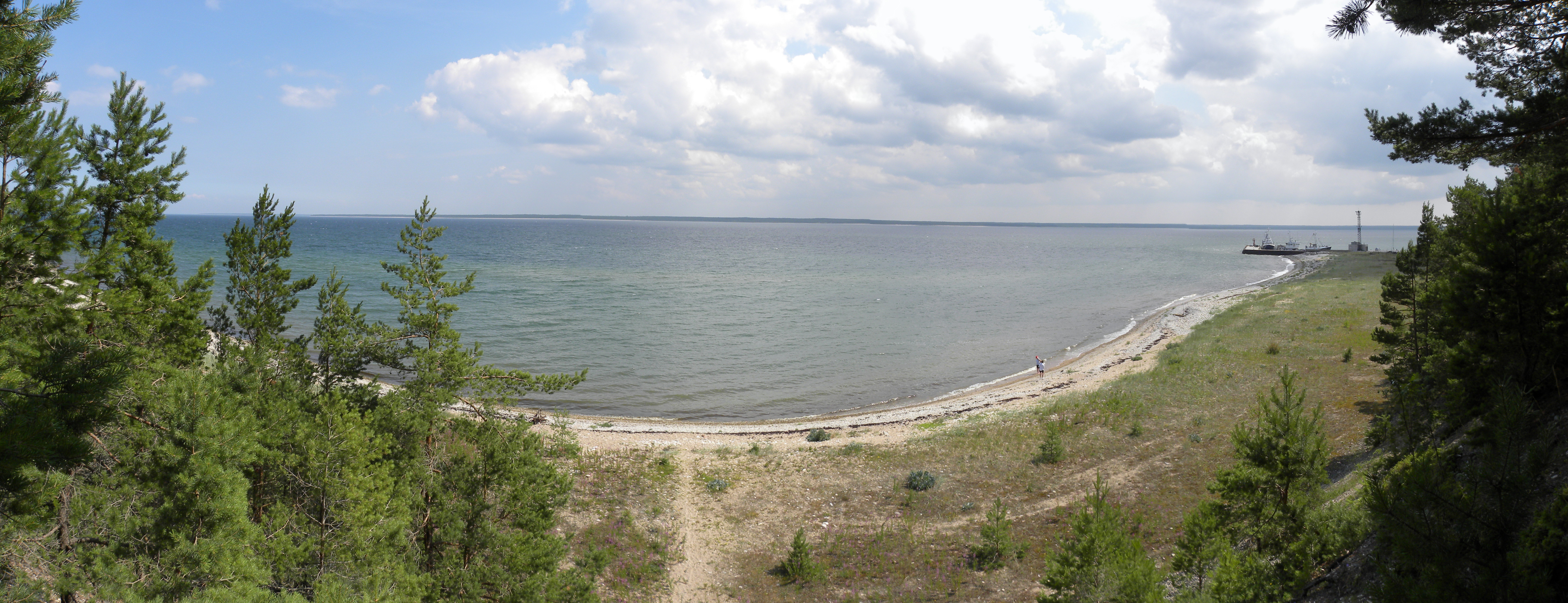
Blick auf die Bucht Tagalaht im Nordwesten der Insel

Nebenstraßen auf der Insel sind wie im gesamten Estland vielfach noch unasphaltiert.
Der öffentliche Nah- und Fernverkehr wird ausschließlich mit Bussen durchgeführt. Die Fahrradmitnahme ist nur in Ausnahmefällen möglich.
Fähren verbinden die Insel mit dem estnischen Festland (Fährverbindung Virtsu-Kuivastu), der Insel Hiiumaa und Ventspils (Lettland), letztere wurde allerdings 2009 eingestellt. Seit einigen Jahren wird von Seiten der estnischen Straßenbauverwaltung über den Bau einer Brücke zum estnischen Festland, den so genannten „Saaremaa fixed link“, nachgedacht.
Im Winter, wenn der Sund zwischen Virtsu und Kuivastu tief genug gefroren ist, kann man die Insel über eine auf dem Eis markierte Trasse mit Landfahrzeugen erreichen.
Vom Flughafen sind Flüge in die Hauptstadt Tallinn möglich.

## Persönlichkeiten (chronologisch)
- David Johann Rahr (1677–1753), ev.-luth. Pastor in Kielkond (estn. Kihelkonna) und Mustel (estn. Mustjala)
- Eberhard Gutsleff der Jüngere (um 1700–1749), ev.-luth. Superintendent von Ösel
- Fabian Gottlieb von Bellingshausen (1778–1852), deutschbaltischer Seefahrer, russischer Offizier und Antarktis-Pionier, Entdecker des antarktischen Festlandes und der Peter-I.-Insel, geboren in Lahhetagge (estn. Lahetaguse) im Südwesten der Insel
- Johann Christian Bechler (1784–1857), Bischof der Herrnhuter Brüdergemeine und Komponist, geboren in Korupe
- Eugen Gustav Dücker (1841–1916), Professor an der Düsseldorfer Kunstakademie, geboren in Arensburg (estn. Kuressaare)
- Carl Oswald Bulla (1855–1929), deutscher Fotograf
- Heinrich Oswald von Saß (1856–1913), Maler der Düsseldorfer und Münchner Schule
- Johannes Aavik (1880–1973), estnischer Sprachforscher und Schriftsteller, Reformator der estnischen Sprache, geboren in Randvere
- Erwin Rahr (1880–1919), russischer Offizier, geboren in Arensburg (estn. Kuressaare)
- Walter Flex (1887–1917), deutscher Dichter, fiel 1917 bei Peude (estn. Pöide) im Osten der Insel
- Viktor Kingissepp (1888–1922), Gründer und Führer der Kommunistischen Partei Estlands, geboren in Karmel (estn. Kaarma)
- Louis I. Kahn (1901–1974), US-amerikanischer Architekt und Stadtplaner, geboren in Arensburg (estn. Kuressaare)
- Voldemar Väli (1903–1997), estnischer Ringer und Olympiasieger, geboren in Arensburg (estn. Kuressaare)
- Dorothea Kreß (1924–2018), deutsche Leichtathletin
- Arnold Rüütel (1928–2024), estnischer Politiker und Staatspräsident der Republik Estland, geboren in Pahavalla
- Kurt Treu (1928–1991), deutscher Papyrologe und klassischer Philologe, geboren in Karja
- Ivar Karl Ugi (1930–2005), deutsch-estnischer Chemiker, der wichtige Beiträge zur organischen Chemie lieferte, geboren in Arensburg (estn. Kuressaare)
- Tarmo Kõuts (* 1953), estnischer Vizeadmiral und Politiker, geboren in Pihtla
- Ain Anger (* 1971), estnischer Opernsänger, geboren in Kuressaare
- Ott Tänak (* 1987), estnischer Rallye-Weltmeister, geboren in Kärla